# Geleitbrunnen

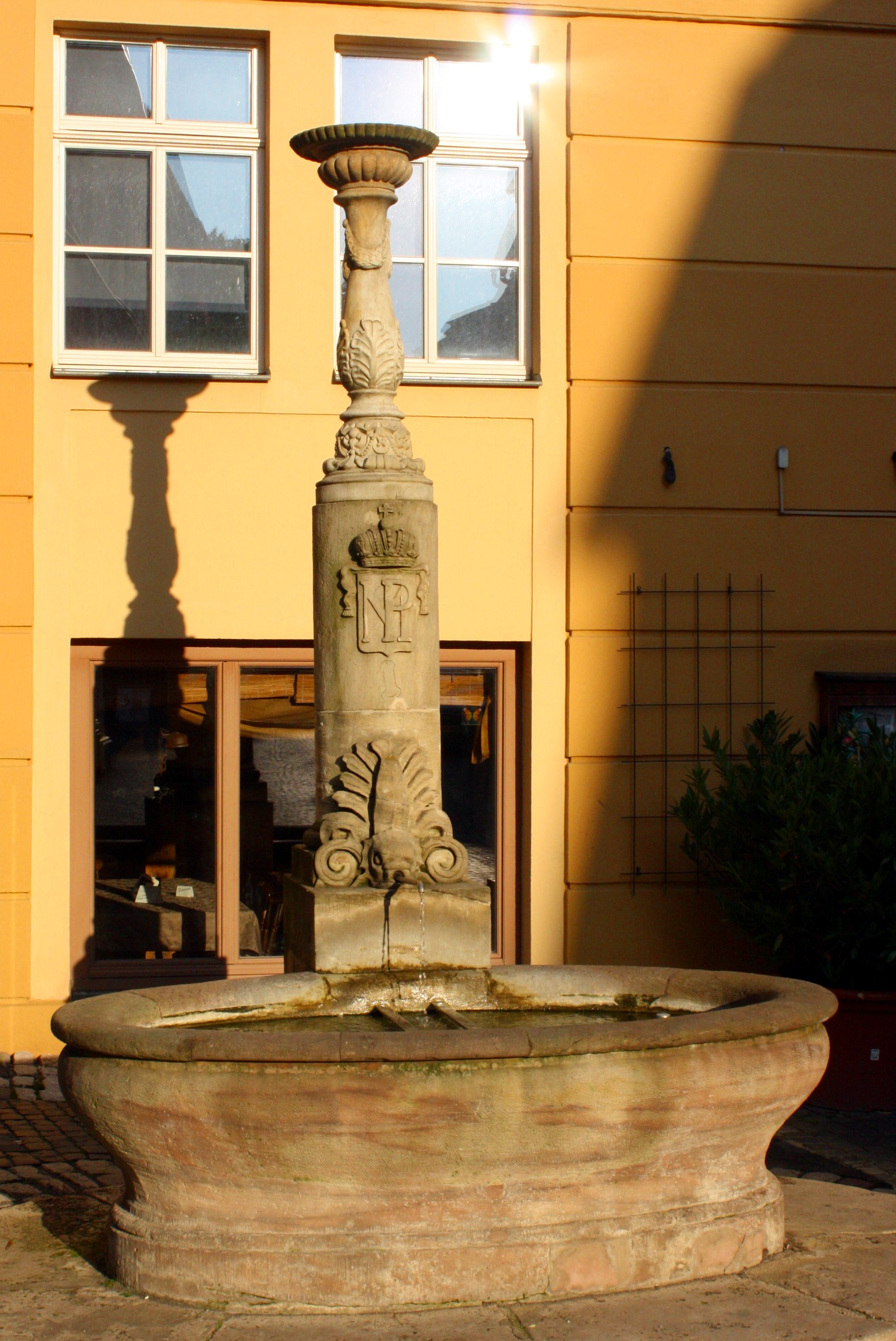
Geleitbrunnen

Der in der Weimarer Altstadt an der Ecke Geleitstraße/Scherfgasse in Weimar befindliche Geleitbrunnen ist einer der Brunnen in Weimar, der 1847 von Maria Pawlowna gestiftet und von dem Berkaer Steinmetzmeister Carl Dornberger ausgeführt wurde. Dieser Röhrenbrunnen tragt das Monogramm MP für Maria Pawlowna mit Wappen und Krone. Die Bezeichnungen Geleitstraße, Geleitschenke oder eben auch Geleitbrunnen geht darauf zurück, dass Geleitsgelder und Waren 1764–1817 eingenommen und in einem Wohnhaus, erbaut in der Zeit der Renaissance im Jahr 1574, verwahrt wurden. Dieses befindet sich gegenüber dem Geleitbrunnen.
Markant sticht der kandelaberförmige Aufsatz auf der quaderförmigen Brunnensäule ins Auge, der nach 1945 nur noch fragmentarisch vorhanden war. Dieser endet mit einer Schale mit einem hohen Fuß. Im Jahr 1987 wurde diese von Kurt Stiefel erneuert. Anderen Angaben zufolge hätte sie 1966 Franz Dospiel erneuert. Der Wasserspeier hat die Form eines herunterschwimmenden Delphins. Das auf einem planovalen Kalkstein-Sockelring befindliche Brunnenbecken ist oval, ausbauchend und nach oben hin sich erweiternd ausgeführt. Der Brunnen selbst besteht aus Berkaer Sandstein.
Die beiden Absetzsteine gehören zum Brunnenensemble und sind nicht zufällig an der Stelle.
Der Geleitbrunnen ist in der Liste der Kulturdenkmale in Weimar vertreten.

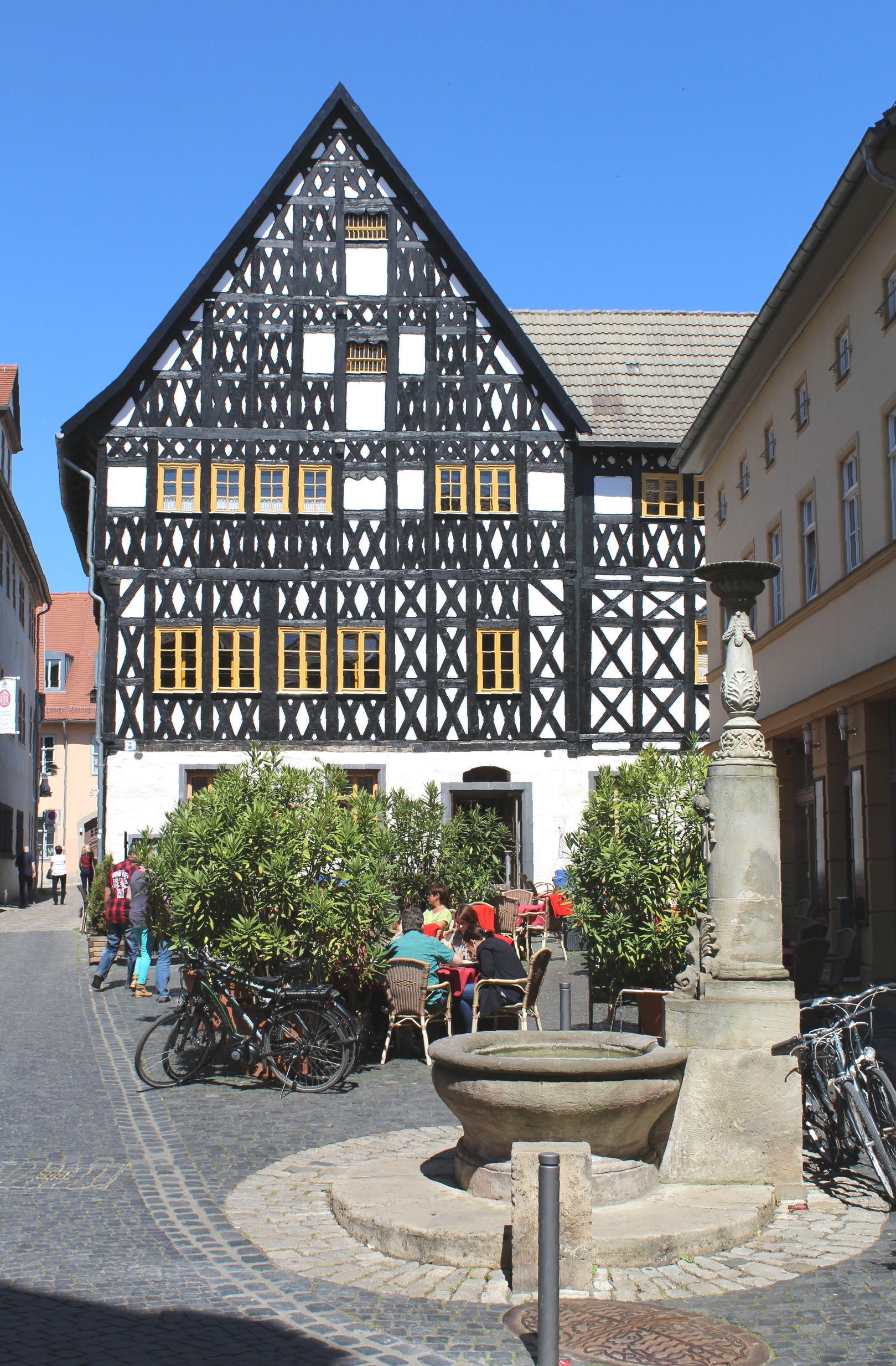
Blick auf die Geleitschenke: Im Vordergrund ovaler Kanaldeckel mit Motiven Weimarer Brunnen wie bewegtem Wasser, herunterschwimmender Delphine und Dreizack

Beachtung verdient auch der daneben befindliche ovale Kanaldeckel von 1994, der mit Motiven von Weimarer Brunnen klar den Bezug zu ihnen ausdrückt. Diese sind Wellenlinien für bewegtes Wasser, herunterschwimmende Delphine und Dreizack. Er ist extra für Weimar so gestaltet worden.

## Varia
Der Geleitbrunnen wurde zum Jahreswechsel 2019/20 durch Vandalismus stark beschädigt. Eine konservatorische und restauratorische Behandlung des Brunnens gilt als unabdingbar. Im Mai 2021 konnten Teile des Brunnens für die Restaurierung abtransportiert werden. Die Restaurierung übernahm das Erfurter Unternehmen NÜTHEN, die es noch im gleichen Jahr fertigstellen konnten. Die Instandsetzung kostete rund 40.000 Euro und wurde u. a. durch Spenden finanziert.